# Campsicnemus fimbriatus
Campsicnemus fimbriatus är en tvåvingeart som beskrevs av Grimshaw 1901. Campsicnemus fimbriatus ingår i släktet Campsicnemus och familjen styltflugor. Inga underarter finns listade i Catalogue of Life.